# Rommel-Kaserne (Dornstadt)
Die Rommel-Kaserne (kurz RoKa) ist eine Kaserne der Bundeswehr südlich der baden-württembergischen Gemeinde Dornstadt in Deutschland. Sie ist eine von ehemals drei Bundeswehrkasernen, die den Namen des Generalfeldmarschalls der Wehrmacht Erwin Rommel tragen und neben der Wilhelmsburg-Kaserne sowie der Bleidorn-Kaserne die größte der drei Kasernen im Raum Ulm.

## Lage
Die „Rommel-Kaserne“ liegt rund acht Kilometer nördlich von Ulm auf der Schwäbischen Alb. Im Norden wird die Kaserne durch die Bundesautobahn 8, im Osten durch die Bundesstraße 10 begrenzt. Südlich und westlich schließt sich der Standortübungsplatz Lerchenfeld an.

## Geschichte

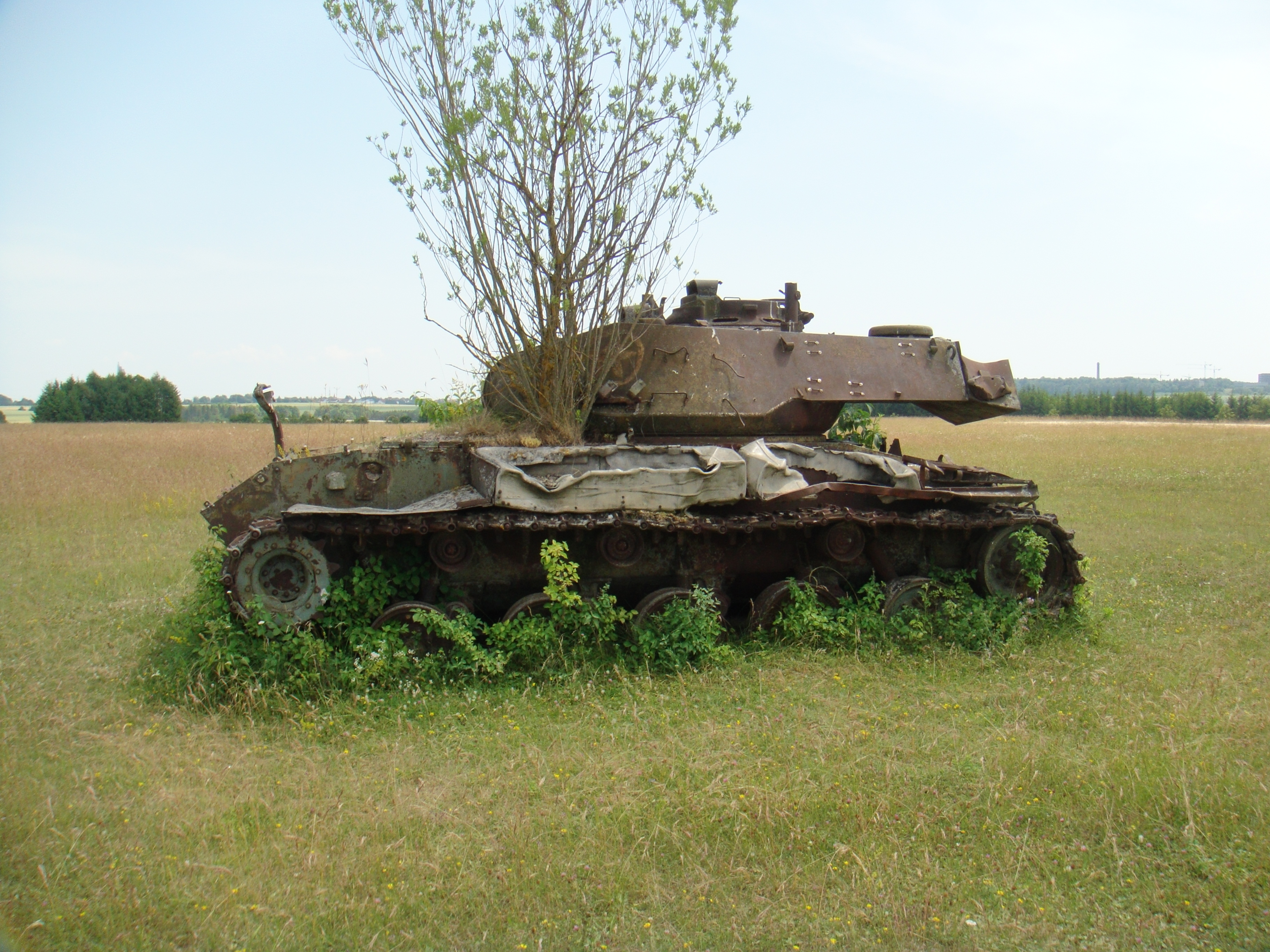
M41 Walker Bulldog als Hartziel

Nachdem die ersten Soldaten 1962 in die neu erbaute Kaserne eingezogen waren, erhielt sie am 12. Juni 1965 den Namen „Rommel-Kaserne“.
Zunächst wurden das Panzerbataillon 303 und das Nachschubbataillon 210 stationiert. 1971 wurde in der „Rommel-Kaserne“ das Panzerregiment 200 aufgestellt, das 1975 in die Panzerbrigade 28 überging. In den Folgejahren waren zeitweise mehr als 2.000 Soldaten in der Kaserne stationiert.
Ab 1993 war das Instandsetzungsregiment 21 in der „Rommel-Kaserne“ beheimatet. Nach der Zusammenlegung mit dem Nachschubregiment 22 zum Logistikregiment 21 im Jahr 1996 erfolgte 2002 die Umgliederung zum Logistikregiment 47, das bis Ende 2014 in der Kaserne beheimatet war.
Seit 17. November 2014 wurde das Sanitätsregiment 3 aufgestellt, dies war mit der Aufstellung der sechsten bis neunten Kompanie Mitte 2016 abgeschlossen.
Bei den Terrorermittlungen zum Fall Franco A. ab 2017 wurden im Mai 2017 in der Kaserne Devotionalien der Wehrmacht gefunden. Die Benennung der Kaserne nach einem führenden NS-Offizier wurde einer breiten Öffentlichkeit bekannt. Bundesverteidigungsministerin Ursula von der Leyen strebte eine Umbenennung an.
Im Mai 2018 teilte das Bundesministerium der Verteidigung mit, dass Erwin Rommel auch nach dem neuen Traditionserlass für die Bundeswehr weiter traditionsstiftend bleibe. Trotz seiner Rolle im Nationalsozialismus habe Rommel verbrecherische Befehle missachtet und dem militärischen Widerstand gegen Adolf Hitler nahegestanden. Deshalb „erfüllt er die Voraussetzungen für eine Namensgebung von Liegenschaften der Bundeswehr.“

## Aktuelle Situation

### Stationierte Einheiten / Dienststellen
- Sanitätsregiment 3
- Kraftfahrausbildungszentrum Dornstadt (SKB)
- Kraftfahrausbildungszentrum Fahrsimulator Dornstadt (SKB)
- Logistikzentrum der Bundeswehr Logistische Steuerstelle 6
- Bundeswehrdienstleistungszentrum Ulm – Serviceteam Dornstadt

- BwBM-Shop der BwBM
- HIL GmbH